# Hydroporus libanus
Hydroporus libanus is een keversoort uit de familie waterroofkevers (Dytiscidae). De wetenschappelijke naam van de soort is voor het eerst geldig gepubliceerd in 1901 door Régimbart.